# Distrito de Piešťany
El distrito de Piešťany (en eslovaco Okres Piešťany) es una unidad administrativa (okres) de Eslovaquia Occidental, situado en la región de Trnava, con 63 928 habitantes (en 2001) y una superficie de 381 km². Su capital es la ciudad de Piešťany.

## Demografía
| Año        | 1994   | 2004    | 2014    | 2024    |
| ---------- | ------ | ------- | ------- | ------- |
| Población  | 64 048 | 63 964  | 63 168  | 61 773  |
| Diferencia |        | −0,13 % | −1,24 % | −2,20 % |

| Año        | 2023   | 2024    |
| ---------- | ------ | ------- |
| Población  | 62 015 | 61 773  |
| Diferencia |        | −0,39 % |

## Ciudades (población año 2017)
- Piešťany (capital) 27 666
- Vrbové 5969

## Municipios
- Banka 2085
- Bašovce 345
- Borovce 1020
- Chtelnica 2562
- Dolný Lopašov 982
- Drahovce 2558
- Dubovany 1013
- Ducové 460
- Hubina 511
- Kočín-Lančár 521
- Krakovany 1445
- Moravany nad Váhom 2420
- Nižná 557
- Ostrov 1214
- Pečeňady 524
- Prašník 854
- Rakovice 589
- Ratnovce 1073
- Šípkové 307
- Sokolovce 1310
- Šterusy 496
- Trebatice 1353
- Veľké Kostoľany 2764
- Veľké Orvište 1069
- Veselé 1204